# Mont Dokkarimui
 (mai 2015).
Le mont Dokkarimui (トッカリムイ岳, Dokkarimui-dake) est un volcan dans la péninsule de Shiretoko en Hokkaidō au nord-est du Japon.